# Porphyrine
Les porphyrines sont des molécules à structures cycliques impliquées dans le transport du dioxygène et pouvant jouer le rôle de cofacteur lié (groupement prosthétique) à certaines enzymes. Elles entrent dans la composition de l’hémoglobine, dans le globule rouge (où l'on parle alors de Porphyrine érythrocytaire) et tiennent donc une place importante dans le métabolisme respiratoire. Sous forme de chlorines, elles entrent également dans la composition des chlorophylles, et occupent ainsi également une place centrale dans le métabolisme de la photosynthèse.
Les propriétés physiques de ces structures naturellement fluorescentes en font également des fluorophores de choix pour marquer des réactifs biologiques (anticorps, nucléotides…).

## Historique
Le terme porphyrine provient du grec porphura qui signifie violet (pourpre), cette couleur était celle d'un pigment extrait d'un coquillage utilisé dans l'antiquité pour teindre les tissus.
La découverte des porphyrines est intimement liée aux travaux menés sur la chlorophylle.
C'est en 1844 que F. Verdeil suggère un lien entre le pigment vert responsable de la couleur des feuilles et l'hème qui donne sa couleur rouge au sang. En 1896, Nencki propose pour la première fois une structure chimique des porphyrines fondée sur le motif pyrrolique.

## Structure chimique

Structure de la porphine, la plus simple des porphyrines, et la numérotation conventionnelle de ses locus de substitutions

Une porphyrine est un macrocycle hétérocyclique constitué de quatre sous-unités de pyrrole jointes sur les carbones alpha par quatre ponts méthine. Le macrocycle est donc complètement aromatique, à l'inverse des noyaux corrine et chlorine.
Les porphyrines peuvent se combiner avec des métaux, s'associant ainsi avec eux dans la cavité centrale. On connaît des porphyrines contenant un atome de manganèse, de fer, de cobalt, de nickel, de cuivre, de zinc, et de nombreux autres métaux sont insérables. Une porphyrine dont aucun métal n'est inséré est dite « base libre ».
Certaines porphyrines de fer sont appelées hèmes, et les protéines contenant de l'hème, ou hémoprotéines, présentent un grand rôle en biochimie.
Si l'un des quatre pyrroles du macrocycle est réduit, on obtient une chlorine, comme dans la structure de la chlorophylle. Si deux des quatre pyrroles sont réduits, on obtient soit une bactériochlorine (comme dans quelques bactéries photosynthétiques), soit une isobactériochlorine, selon les positions relatives des pyrroles qui ont été réduits.

## Synthèse des porphyrines

### Biosynthèse
Voici une représentation schématique de la biosynthèse des porphyrines chez l'Humain, avec des références selon leur nomenclature EC et la base de données OMIM. Les porphyries associées avec la déficience en chacune des enzymes sont également indiquées :

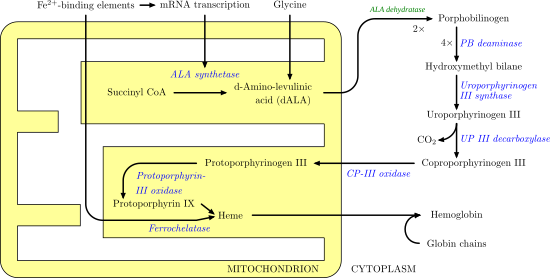
Synthèse de l’Hème chez l'Homme. Certaines réactions se produisent dans le cytoplasme et d’autres dans la mitochondrie (en jaune)

| Enzyme                              | Substrat                 | Produit                  | Chromosome     | EC       | OMIM   | Porphyrie                    |
| ----------------------------------- | ------------------------ | ------------------------ | -------------- | -------- | ------ | ---------------------------- |
| ALA synthase                        | Glycine, succinyl-CoA    | Acide δ-aminolévulinique | 3 p. 21.1      | 2.3.1.37 | 125290 | Aucune                       |
| ALA déshydratase                    | Acide δ-aminolévulinique | Porphobilinogène         | 9 q34          | 4.2.1.24 | 125270 | Hépatique aiguë              |
| PBG désaminase                      | Porphobilinogène         | Hydroxyméthylbilane      | 11 q23.3       | 2.5.1.61 | 176000 | Intermittente aiguë          |
| Uroporphyrinogène III synthase      | Hydroxyméthylbilane      | Uroporphyrinogène III    | 10 q25.2-q26.3 | 4.2.1.75 | 606938 | Congénitale érythropoïétique |
| Uroporphyrinogène III décarboxylase | Uroporphyrinogène III    | Coproporphyrinogène III  | 1 q34          | 4.1.1.37 | 176100 | Cutanea tarda                |
| Coproporphyrinogène III oxydase     | Coproporphyrinogène III  | Protoporphyrinogène IX   | 3 q12          | 1.3.3.3  | 121300 | Coproporphyrie               |
| Protoporphyrinogène oxydase         | Protoporphyrinogène IX   | Protoporphyrine IX       | 1 q22          | 1.3.3.4  | 600923 | Variegate                    |
| Ferrochélatase                      | Protoporphyrine IX       | Hème                     | 18 q21.3       | 4.99.1.1 | 177000 | Protoporphyrie               |

## Fonctions biologiques
La protoporphyrine IX après l'insertion d'un atome de fer (hème) est la principale porphyrine du règne animal. Une modification d'une ramification d'un noyau pyrrole de cette molécule donne le chlorocruorohème retrouvé dans les chlorocruorines) (un des groupements vinyl est remplacé par un groupement carboxyle). Ces deux structures ont pour fonction le transport de l'oxygène via l'atome de fer et la structure protéique comprenant la porphyrine.